# Герра, Руй
Руй Алешандре Герра Коэлью Перейра (порт. Ruy Alexandre Guerra Coelho Pereira, 22 августа 1931, Мапуту) — бразильский кинорежиссёр и актёр, представитель так называемого Третьего кинематографа.

## Биография
Родился в Мозамбике. Ребёнком переехал с семьёй в Португалию. Окончил Высшую школу кинематографии в Париже. Начал работать ассистентом режиссёра, переехал в Бразилию. В 1980-х работал в Мозамбике и Мексике.
Как актёр играл в собственных картинах и у других кинорежиссёров, среди его актёрских работ наиболее известна роль дона Педро де Урсуа в фильме Вернера Херцога «Агирре, гнев божий» (1972).
Дочь (от брака с Клаудией Оаной) — актриса Дандара Герра (род. 1983).

## Фильмография
- 1954: Quand le soleil dort
- 1962: Os cafajestes (номинация на Золотого медведя Берлинского МКФ)
- 1964: Os fuzis (Серебряный медведь Берлинского МКФ)
- 1969: Ternos caçadores
- 1970: Os deuses e os mortos (номинация на Золотого медведя Берлинского МКФ)
- 1976: A queda (Серебряный медведь Берлинского МКФ)
- 1980: Mueda, memória e massacre
- 1981: Histoires extraordinaires: la lettre volée (по новелле Эдгара Аллана По, телевизионный)
- 1983: Eréndira (по повести Маркеса Невероятная и печальная история о простодушной Эрендире и её бессердечной бабушке, номинация на Золотую пальмовую ветвь Каннского МКФ)
- 1986: Плутовская опера / Ópera do malandro (на основе музыкальной драмы Шико Буарке по Трёхгрошовой опере Бертольта Брехта и Курта Вайля)
- 1988: Fábula de la bella Palomera (по новелле Маркеса)
- 1989: Kuarup (номинация на Золотую пальмовую ветвь Каннского МКФ)
- 1992: Me alquilo para soñar (телесериал)
- 2000: Monsanto (телевизионный).
- 2000: Estorvo (номинация на Золотую пальмовую ветвь Каннского МКФ)
- 2004: Portugal S.A. (номинация на Золотого Святого Георгия Московского МКФ)
- 2004: O veneno da madrugada (номинация на Золотую раковину кинофестиваля в Сан-Себастьяне)

## Признание
24 раза был номинирован на национальные и международные кинопремии, из которых 9 раз становился победителем.